# Andrew Jackson Houston

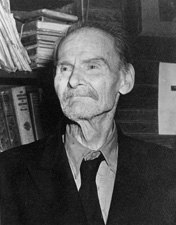
Andrew Jackson Houston

Andrew Jackson Houston, född 21 juni 1854 i Independence, Texas, död 26 juni 1941 i Baltimore, Maryland, var en amerikansk politiker. Han representerade delstaten Texas som demokrat i USA:s senat från 21 april 1941 till sin död.
Houston föddes som son till senator Sam Houston och fick sitt namn efter Andrew Jackson. Han studerade vid olika högskolor, bland andra United States Military Academy och Baylor University. Han studerade juridik och inledde 1876 sin karriär som advokat i Tyler. Han arbetade senare i Dallas och i Beaumont.
Houston var Prohibition Partys guvernörskandidat i Texas 1910 och 1912. Han bytte senare parti till demokraterna.
Senator Morris Sheppard avled 1941 i ämbetet. Guvernör W. Lee O'Daniel utnämnde Houston till senaten fram till fyllnadsvalet senare samma år. 82 år hade förflutit sedan fadern Sam Houston hade lämnat senaten. Andrew Jackson Houston avled 87 år gammal en kort tid efter att ha tillträtt som senator. Två dagar efter hans död fyllnadsvaldes O'Daniel till senator. Tanken bakom utnämningen av Houston hade varit att han inte på grund av sin höga ålder och dåliga hälsa skulle vara beredd att ställa upp i fyllnadsvalet som O'Daniel själv ville kandidera i.
Houstons grav finns på Texas State Cemetery i Austin.